# 에이비엘바이오
에이비엘바이오(ABL Bio Inc.)은 대한민국의 이중 항체 기술을 기반으로 차세대 면역 항암제와 퇴행성 뇌질환 치료제를 개발 기업이다. 대표이사 이상훈으로 경기도 성남시 분당구 대왕판교로 712번길 16, 2층에 위치해 있다.
2016년 설립되었으며 코스닥 시장에 상장되었다.
글로벌 임상 6개를 현재 진행 중에 있다

## 상장
2018년 12월 19일에 주관사를 한국투자증권으로 공모가 15,000원에 코스닥 시장에 상장되었다.

## 참고문헌
1. ↑  유안타증권   - 분석보고서 에이비엘바이오, 2022.08.30
2. ↑  하나증권  - 분석보고서 에이비엘바이오, 2022년 1월 13일
3. ↑  '항암명가' AZ도 찜한 이중항체…에이비엘바이오가 주목받는 이유, 머니투데이, 2023, 10.30. 김도윤
4. ↑  권해순, 유진투자증권 - 분석보고서 에이비엘바이오,  2023.07.27